# Postnummer i Frankrike
Postnummer i Frankrike infördes 1964 när La Poste började använda maskinell postsortering.

## Format
De franska postnumren (franska: code postal) består av fem siffror. De två första siffrorna är det departementsnummer i vilket utdelningspostkontoret ligger. Postnummersystemet används även utanför Europa i utomeuropeiska departement och territorier, men då används de tre första siffrorna för att identifiera departement eller territorium. Siffrorna 00 används för militära adresser. Siffrorna 20 används för hela Korsika. Korsika var tidigare ett enda departement med ordningsnumret 20, men är numera uppdelat i två departement numrerade 2A och 2B.
De efterföljande tre siffrorna anger det lokala postkontor varifrån postutdelningen sker. Som standard slutar ett postnummer alltid med 0, med undantag för Paris, Lyon och Marseille (se nedan) samt utomeuropeiska departement och territorier. Postnummer som inte slutar på 0 kan också vara en speciell sorts postnummer som kallas CEDEX (se nedan), eller nyare postnummer.
I Paris visar de två sista siffrorna i postnumret i vilket arrondissement adressen är belägen. Före 1972 angavs en adress i 8:e arrondissementet i Paris på följande sätt:
```
8 rue Chambiges 
Paris 8
e
```

När postnummersystemet infördes blev adressen istället: 
```
8 rue Chambiges 
750
08
 Paris
```

Ett undantag till denna regel är 16:e arrondissementet som har två postnummer; 75016 (södra) och 75116 (norra).
Förutom Paris är även Lyon och Marseille indelade i arrondissement som är en del av postnumret:
```
11 rue Duhamel 
69002 Lyon 
```

```
2 avenue du Maréchal Foch 
13004 Marseille
```

I varje departement har departementshuvudstaden (préfecture) ett postnummer som slutar med 000, till exempel Bourges i Cher:
```
15 avenue du Général Leclerc 
18000 Bourges
```

Ju större och viktigare stad desto enklare är postnumret. En sous-préfecture känns vanligen igen genom ett postnummer av formen XXX00. Här är ett exempel på en adress och postadress i en mycket liten stad, Lépaud i Creuse:
```
16 Grande rue
23170 Lépaud
```

Och adress och postadress i en sous-préfecture, Mortagne-au-Perche i Orne:
```
4 rue des Quinze Fusillés
61400 Mortagne-au-Perche
```

Det är inte ovanligt att flera näraliggande orter delar samma postnummer, som i första hand är postnumret för ett större postkontor. Som exempel används postnumret 64150 för Abidos, Bésingrand, Lagor, Lahourcade, Mourenx, Noguère, Os Marsillon, Pardies, Sauvelade och Vielleségure.
Utomeuropeiska departement och territorier använder postnummer som börjar med: 971 (Guadeloupe), 972 (Martinique), 973 (Franska Guyana), 974 (Réunion), 975 (Saint-Pierre och Miquelon), 976 (Mayotte), 984 (Franska sydterritorierna), 986 (Wallis- och Futunaöarna), 987 (Franska Polynesien) och 988 (Nya Kaledonien). I mars 2008 föreslog La Poste att 977 skulle tilldelas Saint-Barthélemy och 978 tilldelas Saint-Martin med anledning av deras nya status som collectivités d'outre-mer. För att även postnummer för departement med tresiffriga departementskoder ska vara femsiffriga innehåller de en nolla mindre än övriga postnummer. Därför slutar inte dessa postnummer med 0, utom för departementshuvudstaden och sous-préfecture, till exempel:
```
Maison du Port
97100 Basse-Terre 
```

```
4 boulevard du Général de Gaulle
97320 Saint-Laurent du Maroni
```

```
193 RN2
97439 Sainte-Rose
```

## CEDEX
Det finns också ett system som kallas CEDEX, Courrier d'Entreprise à Distribution EXceptionnelle, och som är avsett för mottagare av stora postmängder. En sådan adressat får ett eget postnummer som slutar med tre unika siffror, till exempel:
```
2 place Jussieu 
75251 Paris CEDEX 05
```

Siffrorna 05 efter CEDEX betyder 5:e arrondissementet. Samma adress för en mottagare utan CEDEX skulle vara:
```
2 place Jussieu 
75005 Paris  
```

## Monaco
Det franska postnummersystemet används även i Monaco som om det vore ett franskt departement med nummer 98. När post sänds från ett annat land till Monaco ska det dock inte stå "Frankrike" i adressen, utan "Monaco".
```
12 avenue de la Costa  
98000 Monaco
MONACO
```

```
23 Avenue Prince Héréditaire Albert 
98025 Monaco Cedex 
MONACO
```